# Bielsko-Biała Leszczyny

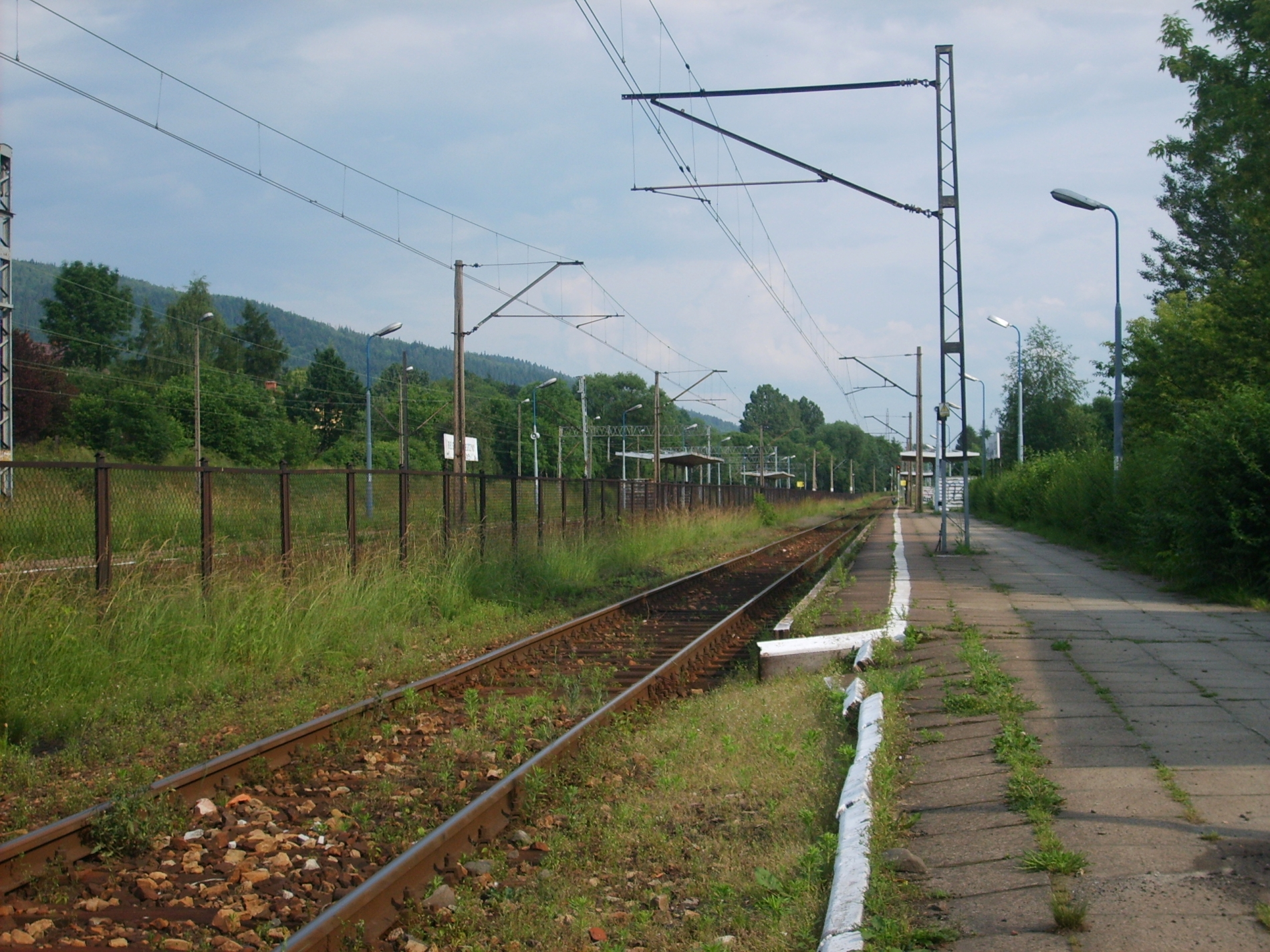
Stacja Bielsko-Biała Leszczyny przed remontem (2007)

Bielsko-Biała Leszczyny – przystanek kolejowy, a dawniej stacja kolejowa w Bielsku-Białej, w województwie śląskim, w Polsce. Znajduje się w dzielnicy Leszczyny, przy ul. Piaskowej, na trasie Katowice - Skalité-Serafínov.

## Ruch pasażerski
| Rok  | Wymiana pasażerska na dobę |
| ---- | -------------------------- |
| 2017 | 100-149                    |
| 2022 | 300-499                    |

Ze stacji odchodzą bocznice do elektrociepłowni i fabryki akumulatorów EnerSys. Znajduje się tu również trzytorowy punkt zdawczo-odbiorczy Elektrociepłowni Bielsko-Biała.
Budynek pozostaje zaniedbany, nie funkcjonują kasy biletowe ani poczekalnia.